# Дипломатическа революция
Дипломатическата революция е кардинална промяна на геополитическите съюзи, оформили се около Войната за испанското наследство в началото на 18 век (в началото на 1701 г. се създава и Кралство Прусия), действали по времето на Войната за австрийското наследство и загърбени, в резултат на Уестминстърския договор (16 януари 1756 г.). Засяга целия свят, тъй като Великобритания и Франция стават колониални империи.
Формален повод за дипломатическата революция е спорът за статута на Хановер (курфюрството Брауншвайг-Люнебург), изострил през 1755 г. до краен предел англо-френските отношения и довел и до конфликти относно и между колониите им. В спора по статута на Хановер участва и Руската империя, като негов гарант.
Самата революция се състои в това, че старите дипломатически съюзи свързващи Франция с Прусия и Англия с Австрия се разтрогват се и заменят и проформатират в нови, изобщо диаметрално противоположни съюзи и военни блокове – англо-пруски и австро-руско-френски. Последният е официализиран в Огледалната зала във Версай с Първия версайски договор (1 май 1756) и Втория версайски договор (1 май 1757). Оттогава мястото е символично и симптоматично в историята на дипломацията и геополитиката.
Дипломатическата революция определя страните с баланса на силите в Европа и в света в навечерието на Седемгодишната война (понякога определяна, като действително първата световна война, поради нейната широкомащабност и всеобхватност - в рамките на възможностите на европейските държави да замесват и използват и сили от други континенти в ежбите си, които към това време вече са значително нараснали). Все пак Османската империя, благодарение на разумната и балансирана политика на Рагъп паша запазва неутралитет във войната, докато Русия в хода й сменя лагера си, с оглед спасението на Кралство Прусия на Фридрих Велики от пълен разгром и унищожение, в хода на конфликта (което постижение е наричано "чудото на Бранденбургския дом" - на немски: Mirakel des Hauses Brandenburg; на френски: Miracle de la maison Brandenbourg).
В резултат от австро-френския съюз Мария Антоанета става кралица на Франция, женейки се за нейния дофин, а в края на Седемгодишната война, водена в периода (1756 – 1763 г.), Екатерина Велика става императрица на Русия.